# 世話やきキツネの仙狐さん
『世話やきキツネの仙狐さん』（せわやきキツネのせんこさん）は、リムコロによる日本の漫画。KADOKAWAのウェブコミック配信サイト『コミックNewtype』にて2017年10月6日から2022年11月18日まで連載された後、2024年1月現在は不定期更新されている。

## あらすじ
ブラック企業に勤め、身も心も満身創痍なサラリーマン中野は、激務を終えたある日、自宅で料理を作る謎の少女に遭遇する。仙狐と名乗った少女は、自身が齡800歳の神使の狐であり、かつて中野の祖先と縁があったことから、常に疲れている中野を世話するためにやってきたことを告げる。自分を存分に甘やかそうと尽くす仙狐を信頼することにした中野は、仙狐と生活するなかで次第に癒しを見出すようになり、程なくして知り合った隣人の高円寺安子や、仙狐と同じ神使のシロとも関わるようになる。

## 登場キャラクター
声の項はテレビアニメ版の声優。
中野 玄人（なかの くろと）
声 - 諏訪部順一、松本沙羅（少年）
本作の主人公。いわゆるブラック企業に勤務する男性会社員。恒常的な激務によって心身共に限界まで疲弊しており、周囲が異変を感じるほどの呪いのオーラを発していることが多く、ネガティブな思考や言動が目立つ。しかし、疲労困憊でも他者からの頼みを断らず、逆に気遣うなど心優しい性格。隠れモフモフマニアであり、仙狐やシロのような美しい毛並みを見ると、普段の控えめな態度から一転して直に触れたいという欲求を前面に出す。
当初は前触れもなく現れた仙狐を訝しむが、自分の身を案じる仙狐に心を許し、共同生活を営むようになる。シロから「仙狐は祖先を重ねているだけで本当のお前を見ていないのでは」と問われた際は、きっかけがどうあれ仙狐との生活に幸せを感じており、仙狐もまた幸せだと思うと回答している。また、アニメでは家族は母親（声 - 愛河里花子）と祖母（声 - 桂玲子）が登場しており、岐阜県高山市に実家がある。
実は800年以上前の先祖が仙狐と関わりがあり、当時しばらく一緒に暮らしていた。
仙狐（せんこ）
声 - 和氣あず未
本作のヒロイン。中野の下に遣わされた神使の狐。仲間内からの呼び名は「セン」。中野のことは一貫して「おぬし」と呼ぶ。見た目は狐の耳と尻尾が生えた幼女の姿をしているが、実年齢は800歳を数え、古風な口調で会話をする。料理や洗濯などの家事スキルは一流で、耳かきやマッサージにも優れている。神使らしく仙力も備えており、劇中では浮遊能力や狐火を披露している。一方で、現代社会の仕組みや機械全般には疎いという弱点があり、腰を痛めたり老眼鏡を着けたりするなど時折実年齢らしい部分も見せる。
実は800年以上前、まだ子狐だった頃に中野の先祖と関わりがあり、中野のもとにやってきた理由もそれに関係している。仕事人間な中野を癒すことを第一とし、そのためなら尻尾や耳も我慢して触らせることが多い。
その正体は、九尾の狐から別れた尾（良心）であり、中野にかかった呪いの正体は、800年前に彼女の中の九尾の狐としての力を中野の先祖が己の中に封印した物で、それ以降は、中野の先祖たちの中に呪いのオーラを発する者が現れるようになる。
シロ
声 - 内田真礼
仙狐と同じ神使の狐。純血の証である純白の尾を生やした少女の姿をしており、話し方も性格も子供っぽい。甘やかし上手な仙狐とは対照的に、仕えた人間に甘やかされることで幸福感を与えることを得意とする。仙力も強く、相手の思考を読み取ったり鳥居経由でワープすることが出来る。
仙狐が中野を満足に癒し切れていないと見て中野の元に現れるも、迂闊に仙術で中野の欲求を解放してしまったために「尻尾をモフりたい」という衝動に駆られて暴走した中野に強烈に迫られ、慌てて壁を抜けて隣の高円寺の部屋に逃げ込んだ。以降は仙狐と共に中野や高円寺と関わるようになる。
食べるのは好きだが調理や食材に関する知識は皆無。また仙狐に比べ、現代社会に溶け込みやすく、ゲームの腕前も、プレイ初日で（ブランクがあるとはいえ）経験者の中野を圧倒するほど。
第34話でアニメ『稲荷少女ヨーコちゃん』の主人公・ヨーコちゃんを真似て変身して以降、「稲荷少女シロ」と名乗って悪霊退治をしており、第44話などでその活躍が描かれている。
高円寺 安子（こうえんじ やすこ）
声 - 佐倉綾音
中野の隣の部屋に住む女性。大学に通いながら「高円寺ジャスコ」名義で漫画家もしている。
ゲームに熱中し騒々しくなった仙狐と中野を注意しようとして面識をもつ。その際の両者の発言から仙狐のことを「アニメ『稲荷少女ヨーコちゃん』の主人公・ヨーコちゃんのコスプレをした中野の奥さん」と誤認し、以降はお隣さんとして接するようになる。シロの登場後は彼女と接することも多くなり、遊びに付き合ったり漫画のアシスタントをしてもらうなど良好な関係を築く。
シロのことは初対面時の状況から人間ではないことに気付いていたが、そのことを口にするとシロが姿を消してしまうのではないかと思い、敢えて黙っていた。しかし、第27話でアクシデントで原稿を落としそうになった時、シロの鳥居によるワープで締め切りに間に合わせ、それを期に自身の気持ちを打ち明け、改めて友好な関係を築く。いつ仙狐の正体に気付いたのかは不明だが、第34話以降は仙狐のことも本物の狐と認識している。
見た目通りのオタクで仙狐にコスプレを頼んで撮影会をしたり、「人妻じゃなかったら襲っていた」と豪語するほどだが、かなりスタイルが良く、お洒落をすると中野も驚くほどの別人になる。また、料理は出来るが忙しく面倒くさがっていることから、自分から率先してやろうとは滅多に思わない。
実は800年以上前の先祖が中野の先祖と同じ村に住んでおり、面識もあった。
夜空（そら）
声 - 喜多村英梨
仙狐とシロの上司的存在である神使の狐。小柄であるが、中野曰く威厳や貫禄はある。見た目は黒い毛並みと4本の尻尾が特徴のグラマーな女性の姿をしており、会話には京言葉が入る。
中野とは、シロが無断で自身の専用ビーチに皆を連れて来た際に邂逅する。その後、仙狐をからかいに中野の家を訪れ、中野を誘惑しているが、中野からは自分のグラマーな肉体ではなく尻尾のほうに興味を持たれたことに苦笑していた。
仙狐のことを常に観察しており、130巻以上に及ぶ「仙狐観察日誌」を書いている。
800年以上前には京都で正体を隠し陰陽師として活動していたらしく、その関係で中野の先祖とも面識があった。中野の先祖には正体が狐であることを明かしていた模様。
稲荷少女ヨーコちゃん
声 - 釘宮理恵
ドン・タヌキ男
声 - 千葉繁
アニメ『稲荷少女ヨーコちゃん』に登場する、ヨーコちゃんの敵。
三鷹（みたか）
声 - 福島潤
中野の会社の同僚。毎回自身の仕事の手伝いを頻繁に中野に依頼し、負のオーラを発生させる原因を作っている。
上司（じょうし）
声 - 千葉繁
中野や三鷹の会社の上司。すぐ怒鳴り、体調を崩すのは気のたるみが原因と考えるような、典型的なブラック企業の中年管理職。
大狐
声 - 田中敦子
福田（ふくだ）
声 - 花澤香菜（ASMR版）
中野の会社の後輩である女性。アニメには未登場。あまり要領がいいとは言えず、よく上司から怒られている。そのたびに中野に助けられるうちに、中野に好意を持つようになる。
実は人ではなく、田舎から出てきた化け狸。今でもおいしいものを食べたりするとつい田舎の訛りが出てしまう。普段は狸の耳や尻尾を隠して生活しているが、極度に疲れたりすると無意識のうちに出てしまうことがある。人の姿は大人の若い女性で、仙狐より年上に見えるが、実際の年齢は仙狐よりもずっと若いらしい。

## 書誌情報
- リムコロ『世話やきキツネの仙狐さん』 KADOKAWA〈角川コミックス・エース〉、全12巻
  1. 2018年4月10日発行（同日発売[5]）、ISBN 978-4-04-106951-6
  2. 2018年8月10日発行（同日発売[6]）、ISBN 978-4-04-107271-4
  3. 2018年12月10日発行（同日発売[7]）、ISBN 978-4-04-107492-3
  4. 2019年4月10日発行（同日発売[8]）、ISBN 978-4-04-108107-5
  5. 2019年10月10日発行（同日発売[9]）、ISBN 978-4-04-108109-9
    - 『「お世話シチュエーション」CD付き特装版』同日発行（同日発売[10]）、ISBN 978-4-04-108782-4

  6. 2020年3月10日発行（同日発売[11]）、ISBN 978-4-04-109216-3
  7. 2020年7月10日発行（同日発売[12]）、ISBN 978-4-04-109439-6
  8. 2020年12月10日発行（同日発売[13]）、ISBN 978-4-04-110810-9
  9. 2021年6月10日発行（同日発売[14]）、ISBN 978-4-04-111445-2
  10. 2021年12月10日発行（同日発売[15]）、ISBN 978-4-04-111446-9
  11. 2022年6月10日発行（同日発売[16]）、ISBN 978-4-04-112544-1
  12. 2023年2月10日発行（同日発売[17]）、ISBN 978-4-04-113152-7
    - 『小冊子付き特装版』同日発行（同日発売[18]）、ISBN 978-4-04-113433-7

## テレビアニメ
2019年4月から6月までAT-Xほかにて放送された。本編終了後には、仙狐が視聴者に向かって語りかけてくるコーナー「スーパー仙狐さんタイム」も併せて放送された。

### スタッフ
- 原作・2Dワークス協力 - リムコロ[21]
- 監督 - 越田知明[21]
- シリーズ構成・脚本 - 中村能子[21]
- キャラクターデザイン - 大島美和[21]
- プロップデザイン - 永田杏子[3]
- 美術設定 - 佐南友理[3]
- 美術監督 - 三宅昌和[3]
- 色彩設計 - 竹内優太[3]
- 撮影監督 - 呉健弘[3]
- 編集 - 今井大介[3]
- 音響監督 - 土屋雅紀[3]
- 音楽 - 藤澤慶昌[3]
- 音楽制作 - KADOKAWA[3]
- 音楽プロデューサー - 若林豪
- プロデューサー - 元長聡、岩崎大介、飯塚彩、大和田智之、尾形光広
- 制作プロデューサー - 鎌田肇、関根大起
- アニメーション制作 - 動画工房[21]
- 製作 - 世話やきキツネの仙狐さん製作委員会（KADOKAWA、ドコモ・アニメストア、AT-X、動画工房、BS11、角川メディアハウス）[21]

### 主題歌
「今宵mofumofu!!」
仙狐（和氣あず未）とシロ（内田真礼）によるオープニングテーマ。作詞・作曲・編曲はAgasa.K。
「もっふもふ DE よいのじゃよ」
仙狐（和氣あず未）によるエンディングテーマ。作詞・作曲・編曲は篠崎あやと。

### 各話リスト
| 話数   | サブタイトル                         | 絵コンテ        | 演出              | 作画監督 | 総作画監督                          |
| ------ | ------------------------------------ | --------------- | ----------------- | --- | ----------------------------------- |
| 第1話  | 存分に甘やかしてくれよう             | 越田知明        | 由井翠            | 久保茉莉子 小倉寛之 曽我篤史 | 大島美和                            |
| 第2話  | 恥ずかしがらずともよいよい           | 関野関十        | 関野関十          | 平塚知哉 渡辺舞 曾我篤史 上杉遵史 徳永さやか 中島大智                                                                                         | 曾我篤史 大島美和                   |
| 第3話  | おぬしが幸せならそれでよい           | 上坪亮樹        | 上坪亮樹          | 上野卓志 飯山奈保子 千葉啓太郎 西島圭祐 中島大智                                                                                              | 大島美和 熊谷勝弘 曾我篤史          |
| 第4話  | なぜ休日に仕事をせねばならんのじゃ!? | 金成旻 藤原佳幸 | 山口美浩          | 金璐浩 上野沙弥佳 宮野健 永田文宏 池添優子 乘冨梓                                                                                             | 菊永千里 菊池政芳 海保仁美          |
| 第5話  | しっぽなら、わらわのがあるじゃろ？   | 由井翠 越田知明 | 由井翠            | 久保茉莉子 小倉寛之 山本恭平 | 曾我篤史                            |
| 第6話  | もふりたいだけじゃろ、おぬし         | 越田知明        | 佐々木純人        | 渡辺舞 平塚智哉 中島大智 | 大島美和                            |
| 第7話  | おぬし、別のキツネの匂いがするのう   | 原口浩          | 原口浩            | 上野卓志 西島圭祐 千葉啓太郎 中島大智 平塚智哉 曾我篤史 渡辺舞                                                                                | 熊谷勝弘                            |
| 第8話  | わらわが忘れさせてやろう！           | 小松達彦        | 山口美浩          | 菅原美智代 上野沙弥佳 池添優子 乘冨梓 | 菊永千里 菊池政芳 海保仁美          |
| 第9話  | こうすれば恥ずかしくないじゃろ       | 関野関十        | 関野関十          | 久保茉莉子 小倉寛之 山本恭平 上野卓志 藤田晋也                                                                                                | 曾我篤史                            |
| 第10話 | たまには童心に返るのもよいじゃろ？   | 佐々木純人      | 佐々木純人        | 平塚智哉 渡辺舞 中島大智 小松沙奈 上田由希子                                                                                                  | 熊谷勝弘                            |
| 第11話 | 今夜は少し荒れそうじゃの             | 原口浩          | 原口浩 越田知明   | 上野卓志 西島圭祐 千葉啓太郎 中島大智 平塚智哉 曾我篤史 渡辺舞 熊谷勝弘 久保茉莉子 菅原美智代 上野沙弥佳 宮野健 畠山元 池添優子 乘冨梓 寿門堂 | 曾我篤史 菊永千里 菊池政芳 海保仁美 |
| 第12話 | それでも、あやつを……                 | 越田知明        | 上坪亮樹 越田知明 | 久保茉莉子 小倉寛之 中島大智 山本恭平 上野卓志 西島圭祐 曾我篤史 熊谷勝弘 菅原美智代 上野沙弥佳 宮野健 畠山元 池添優子 寿門堂                 | 大島美和 菊永千里 菊池政芳 海保仁美 |

### 放送局・配信元
| 放送期間                | 放送時間                     | 放送局     | 対象地域 | 備考                                 |
| ----------------------- | ---------------------------- | ---------- | -------- | ------------------------------------ |
| 2019年4月10日 - 6月26日 | 水曜 22:30 - 23:00           | AT-X       | 日本全域 | 製作参加 / CS放送 / リピート放送あり |
|                         | 水曜 23:30 - 木曜 0:00       | TOKYO MX   | 東京都   |                                      |
| 2019年4月11日 - 6月27日 | 木曜 1:35 - 2:05（水曜深夜） | KBS京都    | 京都府   |                                      |
|                         | 木曜 2:00 - 2:30（水曜深夜） | サンテレビ | 兵庫県   |                                      |
|                         | 木曜 2:05 - 2:35（水曜深夜） | テレビ愛知 | 愛知県   |                                      |
| 2019年4月12日 - 6月28日 | 金曜 0:30 - 1:00（木曜深夜） | BS11       | 日本全域 | 製作参加 / BS放送 / 『ANIME+』枠     |

| 配信開始日    | 配信時間           | 配信サイト |
| ------------- | ------------------ | --- |
| 2019年4月10日 | 水曜 23:00 更新    | dアニメストア |
|               | 水曜 23:00 - 23:30 | AbemaTV |
| 2019年4月17日 | 水曜 更新          | Netflix Amazonプライム・ビデオ ビデオパス J:COMオンデマンド ひかりTV Hulu バンダイチャンネル U-NEXT アニメ放題 FOD GYAO! あにてれ niconico Rakuten TV ビデオマーケット DMM動画 HAPPY!動画 ムービーフル |

### BD / DVD
| 巻 | 発売日        | 収録話         | 規格品番   | 規格品番   |
| 巻 | 発売日        | 収録話         | BD         | DVD        |
| -- | ------------- | -------------- | ---------- | ---------- |
| 1  | 2019年7月24日 | 第1話 - 第4話  | ZMXZ-13281 | ZMBZ-13291 |
| 2  | 2019年8月23日 | 第5話 - 第8話  | ZMXZ-13282 | ZMBZ-13292 |
| 3  | 2019年9月25日 | 第9話 - 第12話 | ZMXZ-13283 | ZMBZ-13293 |

### Webラジオ
Webラジオ『世話やきキツネの仙狐さん〜仙狐さんと中野くんのモフモフアワー〜』が、音泉にて2019年4月5日から7月12日まで隔週金曜日に配信。パーソナリティは仙狐役の和氣あず未と中野役の諏訪部順一。

## ボイスドラマ
ASMR世話やきキツネの仙狐さん
ボイスドラマ配信アプリ『mimicle』で配信の有料ボイスドラマ。
- 声優 - 仙狐さん/和氣あず未、福田さん/花澤香菜
- シナリオ - 吉田タカノ（エレファンテ）
- イラスト - リムコロ

| # | 配信日        | タイトル               |
| - | ------------- | ---------------------- |
| 1 | 2022年6月10日 | 仙狐さんと過ごす週末編 |
| 2 | 2022年7月1日  | 健気な後輩、福田さん編 |